# Bombardamento di Rotterdam
Il bombardamento di Rotterdam, effettuato durante la seconda guerra mondiale dalla Luftwaffe tedesca il 14 maggio 1940 sulla città olandese, fu il bombardamento aereo ordinato da Adolf Hitler per costringere alla resa la piazzaforte di Rotterdam e contestualmente porre termine alla campagna contro il paese. I bombardamenti iniziarono all'inizio delle ostilità il 10 maggio e culminarono con la distruzione dell'intero centro storico cittadino il 14 maggio, un evento a volte definito Rotterdam Blitz. Secondo un elenco ufficiale pubblicato nel 2022, vennero uccise almeno 1.150 persone, di cui 711 morte solo nel bombardamento del 14 maggio, e altre 85.000 rimasero senza casa.
Il successo psicologico e fisico dell'incursione, dal punto di vista tedesco, portò l'Oberkommando der Luftwaffe (OKL) a minacciare di distruggere la città di Utrecht se il comando olandese non si fosse arreso. Gli olandesi si arresero nel tardo pomeriggio del 14 maggio e firmarono la capitolazione la mattina successiva.

## L'invasione dei Paesi Bassi
La posizione strategica dei Paesi Bassi tra il Regno Unito e la Germania lo rendeva ideale per la base delle forze aeree e navali tedesche da utilizzare negli attacchi alle Isole britanniche. I Paesi Bassi avevano optato fermamente per la neutralità durante la prima guerra mondiale e avevano pianificato di fare lo stesso durante la seconda guerra mondiale. Aveva rifiutato gli armamenti dalla Francia e aveva affermato di non volere alcuna associazione con nessuna delle due parti. La produzione di armamenti venne leggermente aumentata dopo l'Invasione tedesca della Danimarca nell'aprile 1940, ma i Paesi Bassi avevano solo 35 moderni veicoli da combattimento della fanteria su gomma, cinque veicoli da combattimento della fanteria cingolati, 135 aerei e 280.000 soldati e la Germania impegnò 159 carri armati, 1.200 aerei moderni e circa 150.000 soldati solo al teatro olandese.
Con un significativo vantaggio militare, la leadership tedesca intendeva accelerare la conquista del paese prendendo prima il controllo di obiettivi militari e strategici chiave, come aeroporti, ponti e strade, e poi utilizzandoli per ottenere il controllo del resto del paese. I primi piani tedeschi per invadere i Paesi Bassi vennero articolati il 9 ottobre 1939, quando Hitler ordinò: "Dovrebbero essere fatti i preparativi per un'azione offensiva sul fianco settentrionale del Fronte occidentale che attraversa l'area di Lussemburgo, Belgio e Paesi Bassi." L'attacco doveva essere effettuato il più rapidamente e con la massima forza possibile. Hitler ordinò agli ufficiali dell'intelligence tedesca di catturare uniformi dell'esercito olandese e di usarle per ottenere informazioni dettagliate sui preparativi difensivi olandesi.
La Wehrmacht lanciò la sua invasione dei Paesi Bassi nelle prime ore del 10 maggio 1940. L'attacco iniziò con l'attraversamento della Luftwaffe attraverso lo spazio aereo olandese e dando l’impressione che l’obiettivo finale fosse la Gran Bretagna. Invece, gli aerei virarono sopra il Mare del Nord, tornarono ad attaccare da ovest e sganciarono paracadutisti sugli aeroporti di Valkenburg e Ockenburg, vicino alla sede del governo e al Palazzo Reale a L'Aia, dando inizio alla Battaglia dell'Aia. La Germania aveva pianificato di prendere rapidamente il controllo utilizzando questa strategia, ma l’assalto all’Aia fallì. Tuttavia, vennero presi ponti a Moerdijk, Dordrecht e Rotterdam, che consentirono alle forze corazzate di entrare nella regione centrale della "Fortezza Olanda" il 13 maggio.

## La battaglia di Rotterdam

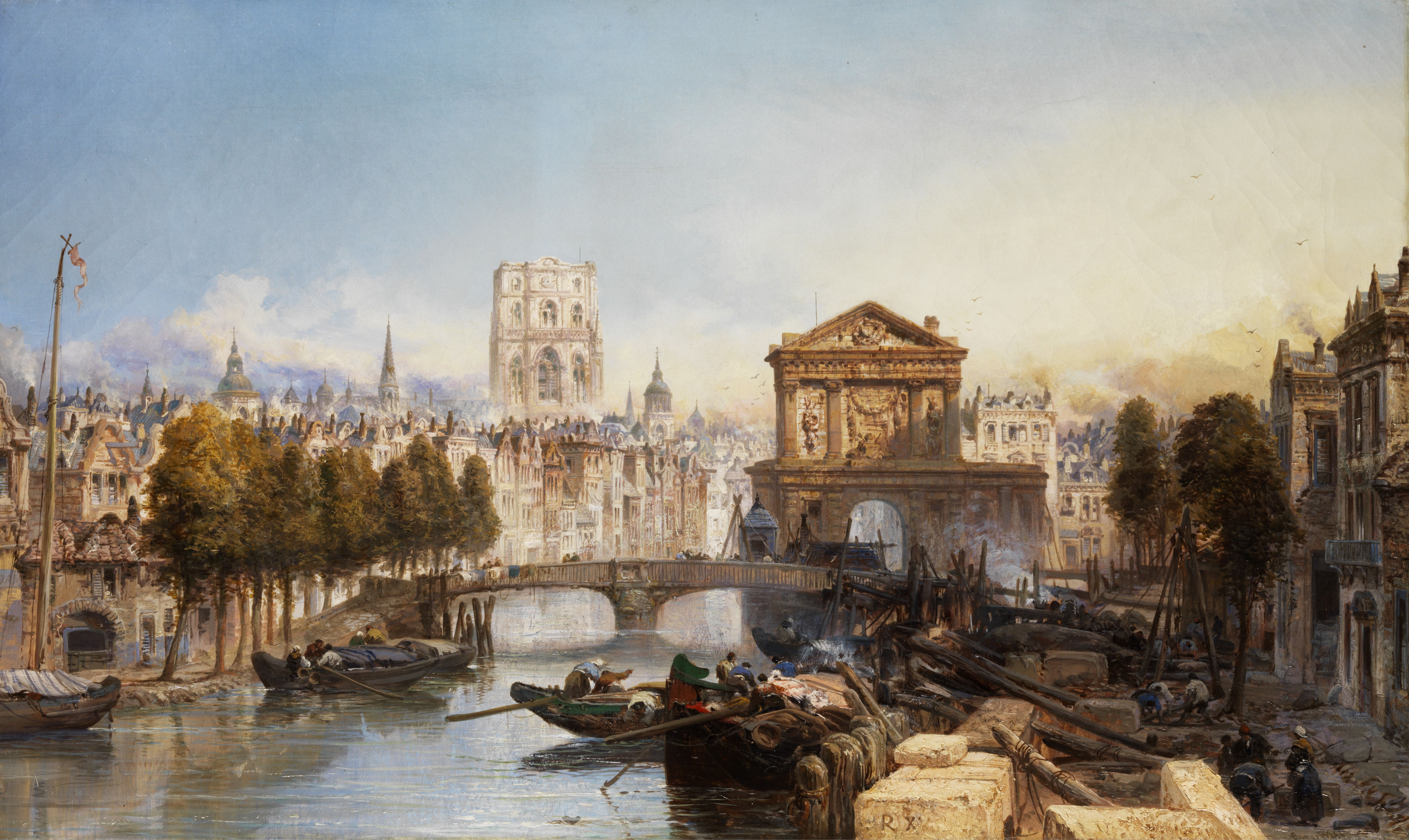
Un dipinto di Rotterdam nel 1895

La situazione a Rotterdam la mattina del 13 maggio 1940 era uno stallo come lo era stata nei tre giorni precedenti. Le forze di guarnigione olandesi sotto il colonnello P.W. Scharroo teneva la sponda nord del fiume Nieuwe Maas, che attraversa la città ed impediva l'attraversamento dei tedeschi; le forze tedesche includevano forze d'assalto aereo ed aviotrasportate del generale Kurt Student e forze terrestri appena arrivate sotto il comando del generale Schmidt, basate sulla 9ª divisione Panzer e il Leibstandarte Adolf Hitler, un reggimento motorizzato delle SS. Una parte del 16º Reggimento d'assalto aereo che era atterrato fuori città era riuscito a farsi strada nella città e a conquistare i ponti chiave, ma vennero presto circondati e rischiarono di essere invasi dagli attacchi olandesi alle loro spalle. In inferiorità numerica, ridotti a causa delle vittime e dell'esaurimento delle munizioni, la situazione stava diventando disperata per i paracadutisti tedeschi circondati.
Un contrattacco olandese guidato da una compagnia dei Marines olandesi non era riuscito a riconquistare il ponte stradale di Willemsbrug, incrocio chiave. Anche diversi tentativi da parte della Brigata dell'aviazione dell'esercito olandese di distruggere il ponte fallirono.

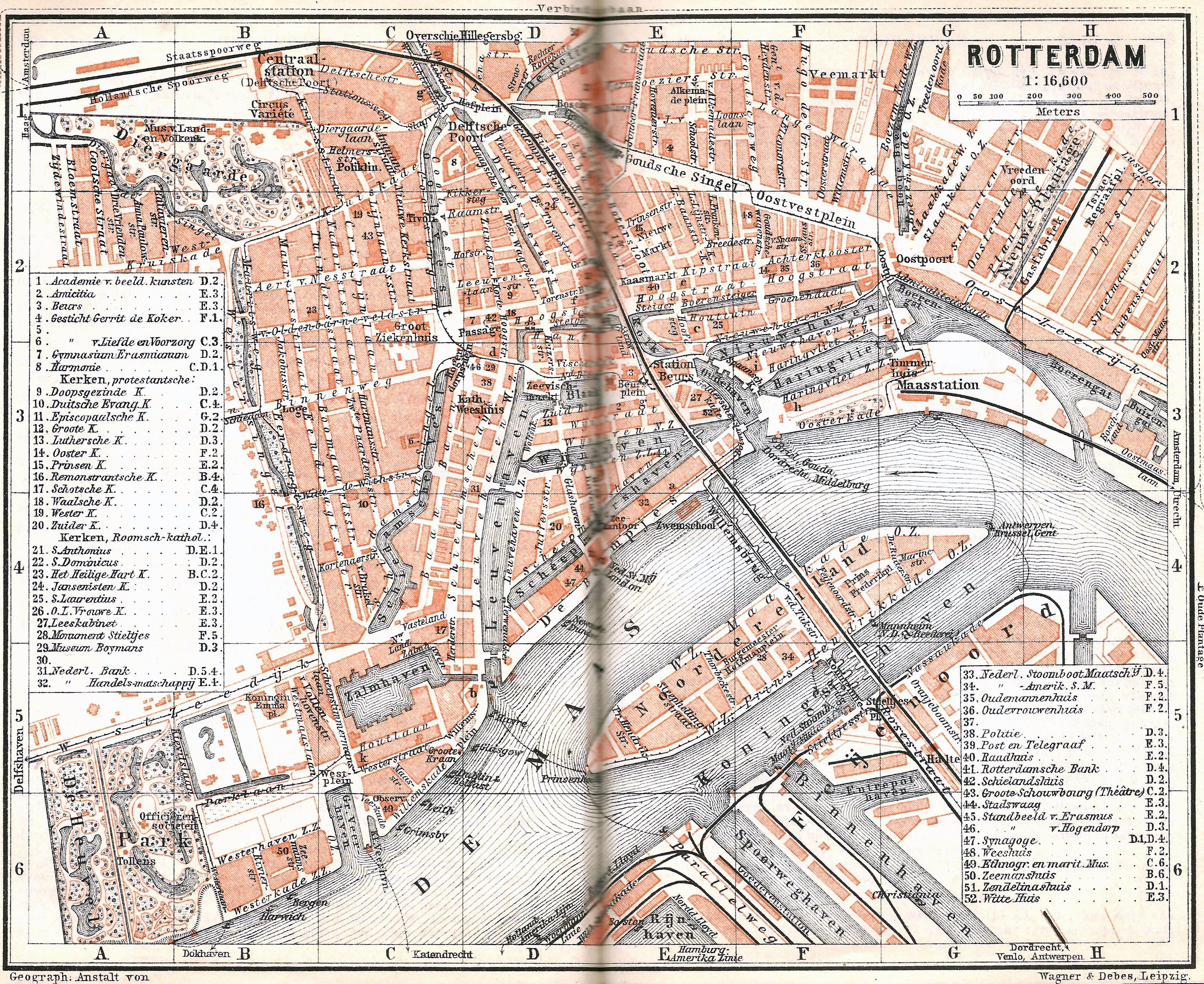
L'area a nord della Mosa distrutta durante i bombardamenti, mostrata qui su una vecchia mappa del 1905

Il generale Schmidt aveva pianificato un assalto combinato il giorno successivo, 14 maggio, utilizzando i carri armati della 9ª Panzer supportati da lanciafiamme, truppe delle SS e genieri da combattimento. Le truppe da sbarco dovevano effettuare una traversata anfibia del fiume a monte e poi un attacco di fianco attraverso il distretto di Kralingen. L'attacco doveva essere preceduto da un bombardamento di artiglieria, mentre il generale Schmidt aveva richiesto l'appoggio della Luftwaffe sotto forma di Gruppe (circa 25 aerei) di bombardieri in picchiata Junkers Ju 87, specifici per un'incursione di precisione.
La richiesta di supporto aereo di Schmidt raggiunse lo stato maggiore della Luftflotte 2 a Berlino. Invece di un bombardamento di precisione, venne effettuato un bombardamento a tappeto da parte di bombardieri Heinkel He 111, con solo un Gruppe di Stuka concentrato su alcuni obiettivi strategici. Il bombardamento a tappeto era stato ordinato da Hermann Göring, specificamente per forzare la capitolazione nazionale olandese.

## Il bombardamento

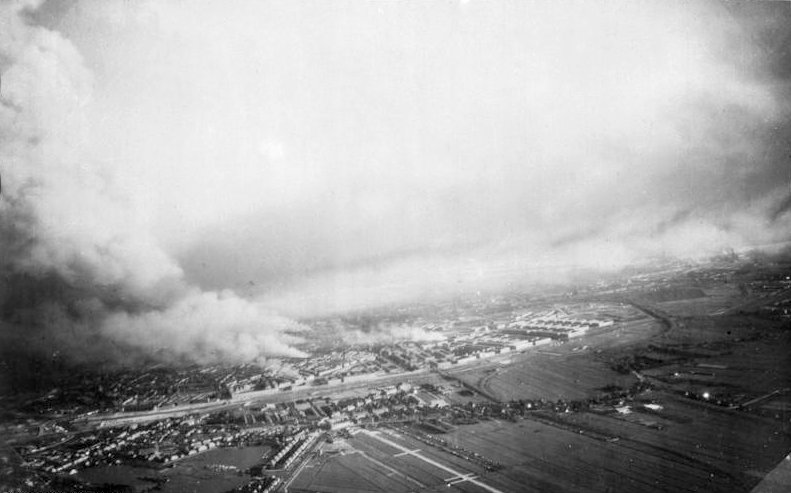
Gli incendi causati dal bombardamento della Luftwaffe sulla città il 14 maggio 1940

L'esercito dei Paesi Bassi, travolto dall'avanzata della Wehrmacht ripiegò verso la cosiddetta Fortezza Olanda, ossia nel territorio compreso tra Amsterdam, Rotterdam ed Utrecht, allo scopo di tentare un'ultima difesa; il 13 maggio, dopo che la Regina Guglielmina ebbe abbandonato il paese, Hitler ordinò l'attacco verso Rotterdam, disponendo che l'avanzata dei carri armati avrebbe dovuto essere preceduta da un bombardamento aereo da effettuarsi alle ore 03.00 del 14 maggio ma questo fu ritardato in quanto, durante il mattino, erano state avviate dai militari trattative sia per la resa della piazzaforte che dell'esercito dei Paesi Bassi ed il comandante della difesa di Rotterdam.
Il colonnello Pieter Scharroo, venne informato della possibilità che un'ulteriore resistenza avrebbe potuto provocare la distruzione della città ma egli, deciso a resistere, rigettò l'offerta tedesca di resa, sostenendo che questa era priva di nome, data e firma, ma, immediatamente dopo, accettò di riprendere le trattative, ed a mezzogiorno del 14 maggio inviò un ufficiale, il capitano Bakker, presso il comando del generale Rudolf Schmidt, da dove questi ripartì, circa un'ora dopo, per fare ritorno a Rotterdam con le condizioni dettate dai tedeschi.

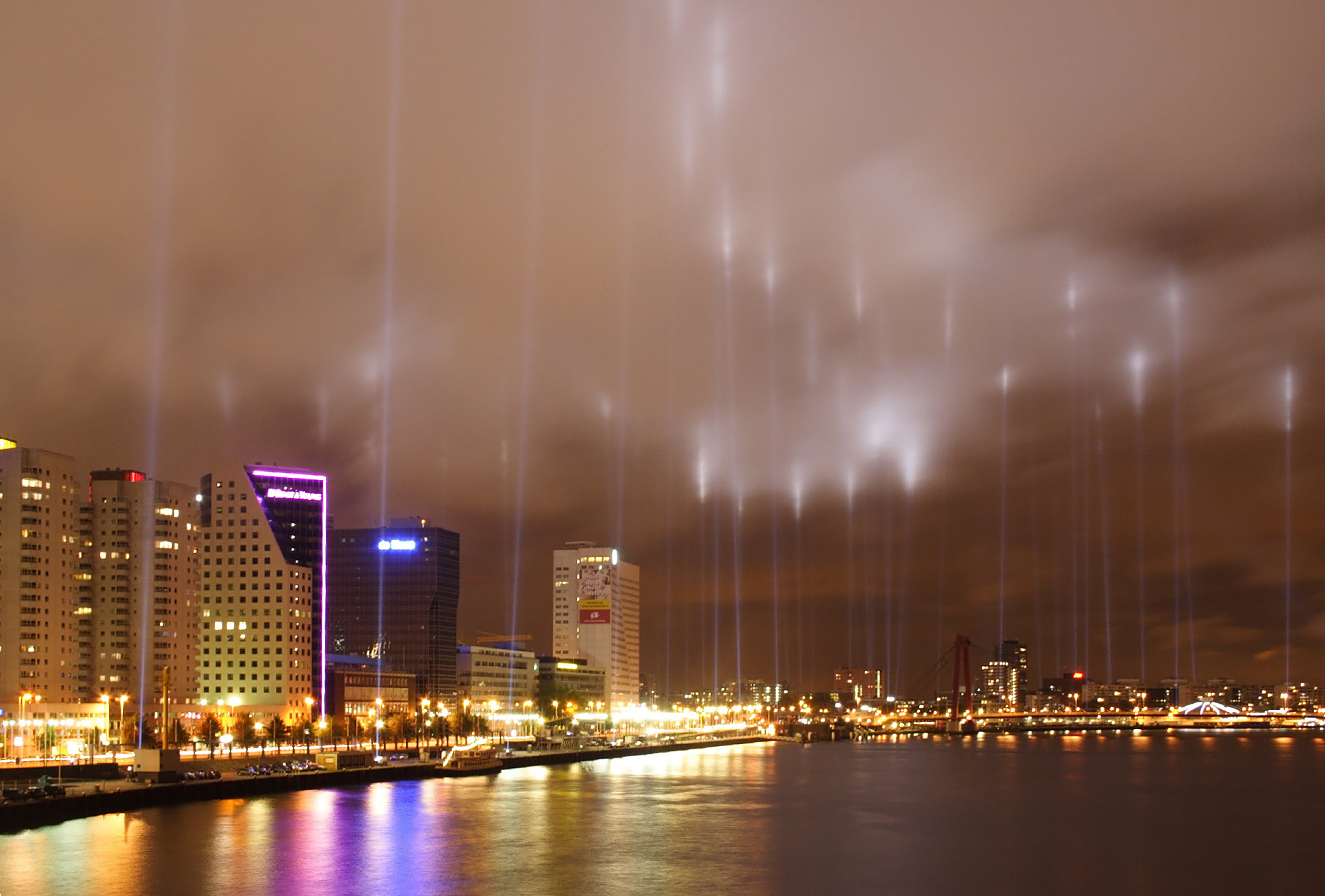
Commemorazione del bombardamento, 15 maggio 2007

L'attesa della risposta olandese indusse il generale Schmidt a richiedere il rinvio dell'attacco aereo ma il suo ordine giunse quando la squadriglia di bombardieri Heinkel He 111, appartenente alla Luftflotte 2, comandata dal generale Albert Kesselring, si trovava già in volo; le truppe tedesche, avvisate sia delle trattative in corso che dell'imminenza del bombardamento, lanciarono i razzi rossi che costituivano il segnale di annullamento dell'attacco aereo ma questi non furono immediatamente avvistati ed alle ore 14.00, e nei successivi otto minuti, vennero lanciate 97 tonnellate di bombe che causarono la morte di circa 900 persone e circa 80 000 furono i senza tetto; solo dopo quei pochi minuti il tenente colonnello Otto Höhne, comandante del secondo stormo, avvistò i razzi di segnalazione ed ordinò ai bombardieri di rientrare alla base.

A 50 chilometri di distanza, a Utrecht, Cornelia Fuykschot descrisse le conseguenze:
[…] una foschia cominciò a coprire il cielo occidentale, e mentre il sole superava lo zenit e si spostava verso ovest, diventava sempre più rosso, finché alla fine rimase sospeso lì come una palla rossa brillante nel mezzo di un cielo grigio scuro. Adesso si poteva facilmente guardarlo ad occhio nudo, somigliava più a una luna, tranne per il fatto che il rosso intenso cominciava a diventare quasi marrone. Man mano che la foschia si avvicinava, trasformava la gloriosa giornata primaverile in una cupa oscurità di metà novembre, e mentre stavamo lì a guardare il cielo e senza capire cosa stesse succedendo, cadde un fiocco di carta, e un altro, e un altro ancora [...]. Alcuni erano carbonizzati, attorno ai bordi, alcuni avevano fiori sopra come carta da parati, altri stampati. Da dove venivano? C'è stato un incendio da qualche parte? Se così fosse, doveva essere un incendio gigantesco ad annerire il cielo in questo modo.159
Schmidt inviò un messaggio di conciliazione al comandante generale olandese Winkelman, che si arrese poco dopo a Rijsoord, un villaggio a sud-est di Rotterdam. La scuola dove capitolarono gli olandesi venne successivamente trasformata in un piccolo museo.

## Responsabilità
Il messaggio telegrafato di Schmidt di fermare i bombardieri e di metterli in attesa venne confermato come ricevuto dalla Luftflotte 2 alle 12:42. Il comandante della Luftflotte 2 , il feldmaresciallo Albert Kesselring, venne intervistato sull'accaduto durante il processo di Norimberga da Leon Goldensohn, il quale ricordò:
Kesselring ha ammesso che le condizioni erano tali che un attacco avrebbe potuto essere annullato, ma si è comunque aggrappato, in modo piuttosto irragionevole, all'idea che fosse tatticamente indicato perché gli era stato ordinato di farlo e lui non era un politico, ma un soldato.
Kesselring dichiarò di non essere a conoscenza della capitolazione, ma ciò è contraddetto dall'evidenza che il suo quartier generale aveva ricevuto il messaggio alle 12:42, circa 40 minuti prima che le bombe iniziassero a cadere. Tuttavia, a Norimberga, sia Göring che Kesselring difesero il bombardamento sulla base del fatto che Rotterdam non era una città aperta ma strenuamente difesa dagli olandesi. Detto questo, sarebbe stato irragionevole per i tedeschi bombardare una città conquistata, poiché ciò avrebbe significato che era occupata dalle loro stesse truppe. Il fatto spesso omesso che le truppe tedesche resistessero in una sacca all'interno della città nega le affermazioni degli Alleati secondo cui si trattava di un bombardamento a tappeto indiscriminato del tipo che gli Alleati stessi impiegarono successivamente. Nelle sue memorie, scritte mentre era in prigione per crimini di guerra, Kesselring riporta il suo racconto:
La mattina del 13 maggio, Student continuava a chiedere il supporto dei bombardieri contro le roccaforti nemiche all'interno di Rotterdam e il punto di maggior sforzo presso i ponti dove erano trattenuti i paracadutisti. Alle 14:00 venne effettuata la sortita in questione, il cui successo portò infine alla capitolazione dell'Olanda il 14 maggio 1940.
Il generale Student aveva richiesto attacchi contro le roccaforti nemiche, non bombardamenti a tappeto della città. Se i tedeschi avessero bombardato indiscriminatamente la città, avrebbero messo in pericolo le proprie truppe che resistevano attorno ai ponti. Kesselring afferma nelle sue memorie anche di aver trascorso ore in accese discussioni con Göring su come avrebbero dovuto essere eseguiti gli attacchi, se non del tutto annullati. Le discussioni avvennero prima che i bombardieri decollassero e quindi ciò non può essere usato come scusa per non essere entrati in contatto con i bombardieri.

Il fatto è che già a Norimberga aveva ammesso di essere favorevole all'attacco perché voleva "presentare un atteggiamento fermo e garantire una pace immediata" o prendere "misure severe". Kesselring afferma inoltre:
Di conseguenza ho ripetutamente avvertito il comandante di stormo dei bombardieri di prestare particolare attenzione ai razzi e ai segnali esposti nell'area di battaglia e di mantenersi in costante contatto wireless con il gruppo di atterraggio aereo.
Tenendo questo in mente, è improbabile che gli attentatori avrebbero riavvolto le antenne fino a pochi minuti prima di sganciare le bombe. L'ipotesi che le antenne fossero riavvolte è contraddetta anche dal fatto che Kesselring cita l'oberst Läckner (il comandante dei bombardieri) nelle sue memorie:
Poco prima del decollo è arrivato un messaggio dal comando aereo dicendo che Student aveva invitato Rotterdam ad arrendersi e ci aveva ordinato di attaccare un obiettivo alternativo nel caso Rotterdam si fosse arresa nel frattempo (durante il volo di avvicinamento) ― Oberst Läckner
Ciò invalida la tesi secondo cui gli attentatori avevano riavvolto le antenne perché non erano decollati. Ciò indica che Kesselring deve aver preso la decisione di attaccare Rotterdam indipendentemente dai negoziati.

## Conseguenze

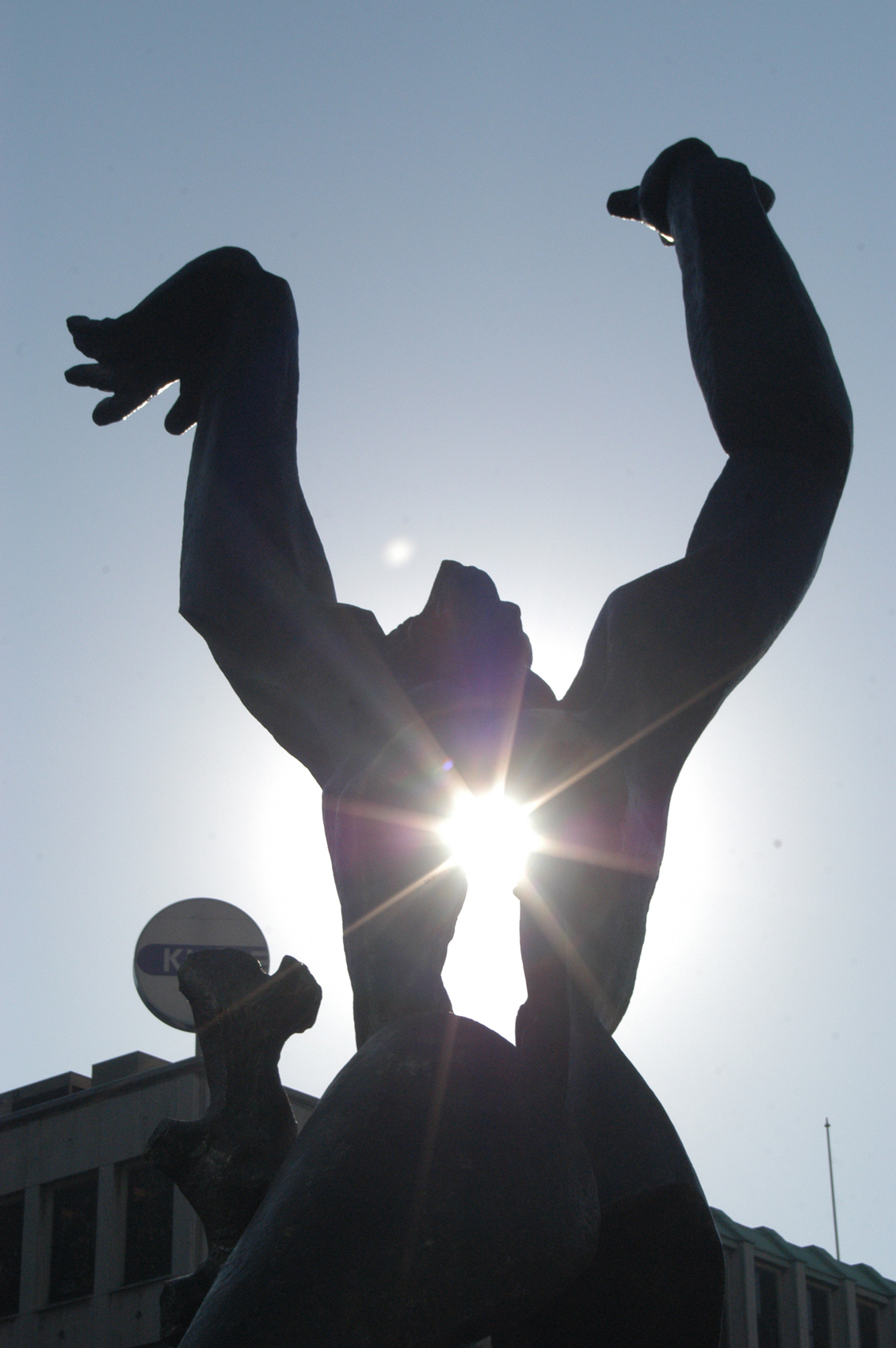
De Verwoeste Stad (La città distrutta), scultura a Rotterdam di Ossip Zadkine

L'esercito olandese non aveva mezzi efficaci per fermare i bombardieri (l'aeronautica olandese aveva praticamente cessato di esistere e i suoi cannoni antiaerei erano stati spostati all'Aia), quindi quando venne dato un ultimatum simile in cui i I tedeschi minacciarono di bombardare la città di Utrecht, il comando supremo olandese decise di capitolare nel tardo pomeriggio, piuttosto che rischiare la distruzione di un'altra città. Attraverso gli Alleati e i media internazionali, fonti olandesi e britanniche informarono il pubblico che l'incursione su Rotterdam aveva avuto luogo in una città aperta in cui vennero uccisi 30.000 civili (il numero reale di civili uccisi fu di circa 900) "e caratterizzò la demolizione tedesca della città vecchia come un atto di assoluta barbarie." Il numero delle vittime era relativamente piccolo, perché migliaia di civili o fuggirono in parti più sicure di Rotterdam o erano fuggiti in altre città, durante i quattro giorni precedenti di bombardamenti e combattimenti. Il settimanale tedesco Die Mühle (Il mulino a vento) affermava che il governo olandese era colpevole di aver trasformato Rotterdam in una fortezza, nonostante i molteplici ordini di evacuazione. Si sosteneva inoltre che la città vecchia fosse stata incendiata da bombe olandesi e ordigni incendiari.
Il Regno Unito aveva seguito una politica di bombardamento esclusivo di obiettivi militari e infrastrutture, come porti e ferrovie, perché li considerava militarmente importanti. Pur riconoscendo che il bombardamento della Germania avrebbe causato vittime civili, il governo britannico rinunciò al bombardamento deliberato di proprietà civili al di fuori delle zone di combattimento, che, dopo la caduta della Polonia, significava aree tedesche che si trovavano a est del Reno, come tattica militare. Quella politica venne abbandonata il 15 maggio 1940, un giorno dopo il Blitz di Rotterdam, quando la RAF venne diretta ad attaccare obiettivi che si trovavano nella Ruhr, compresi impianti petroliferi ed altri obiettivi civili industriali che aiutarono lo sforzo bellico tedesco, come gli altoforni che si illuminavano automaticamente di notte. La prima incursione della RAF all'interno della Germania ebbe luogo nella notte tra il 15 e il 16 maggio 1940.

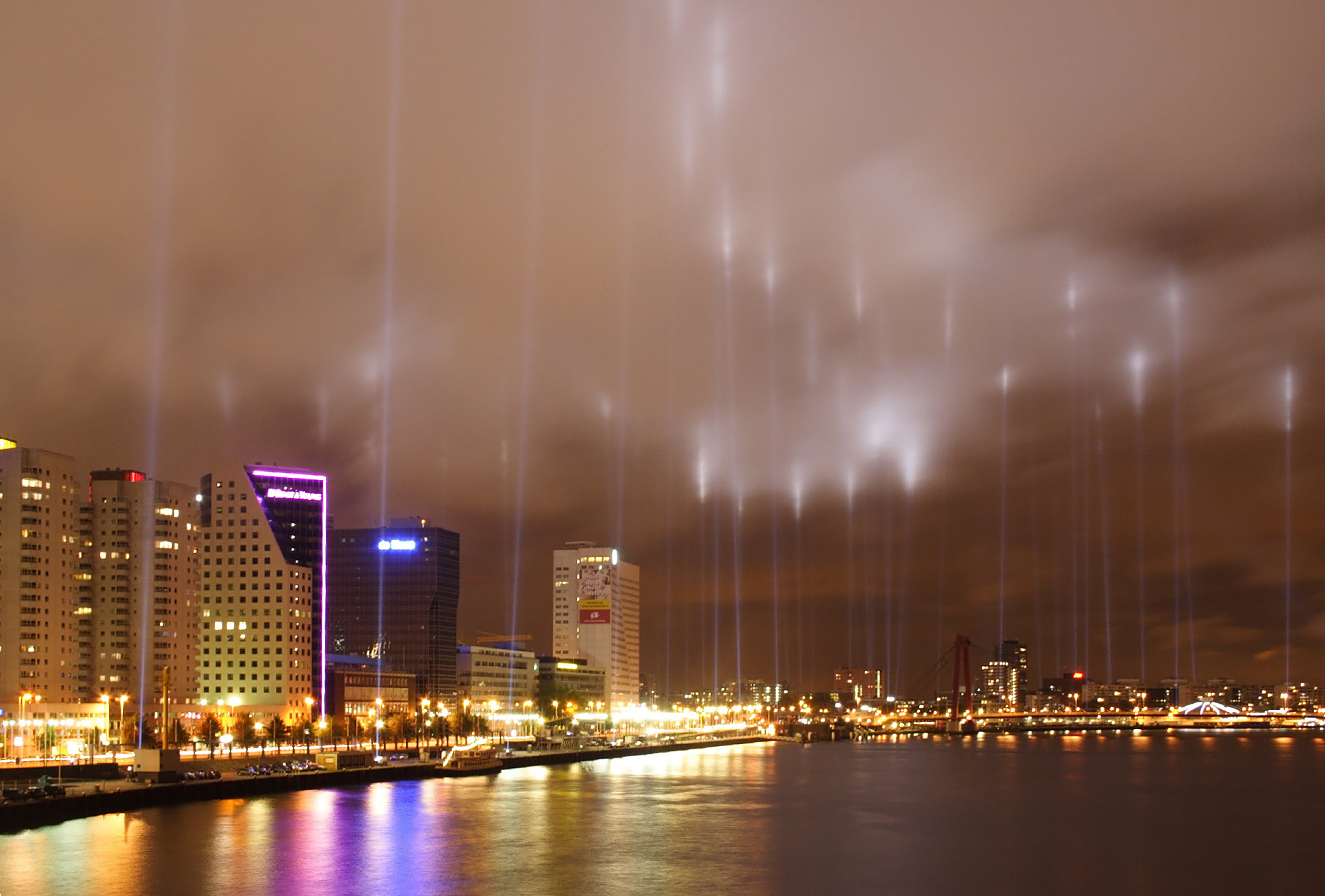
Le luci lungo la linea del fuoco commemorano il bombardamento di Rotterdam, 14 maggio 2007

(Commodoro dell'Aria Wilf Burnett.)

## Ricostruzione
(Articolo di giornale Cairns Post, 1950.)

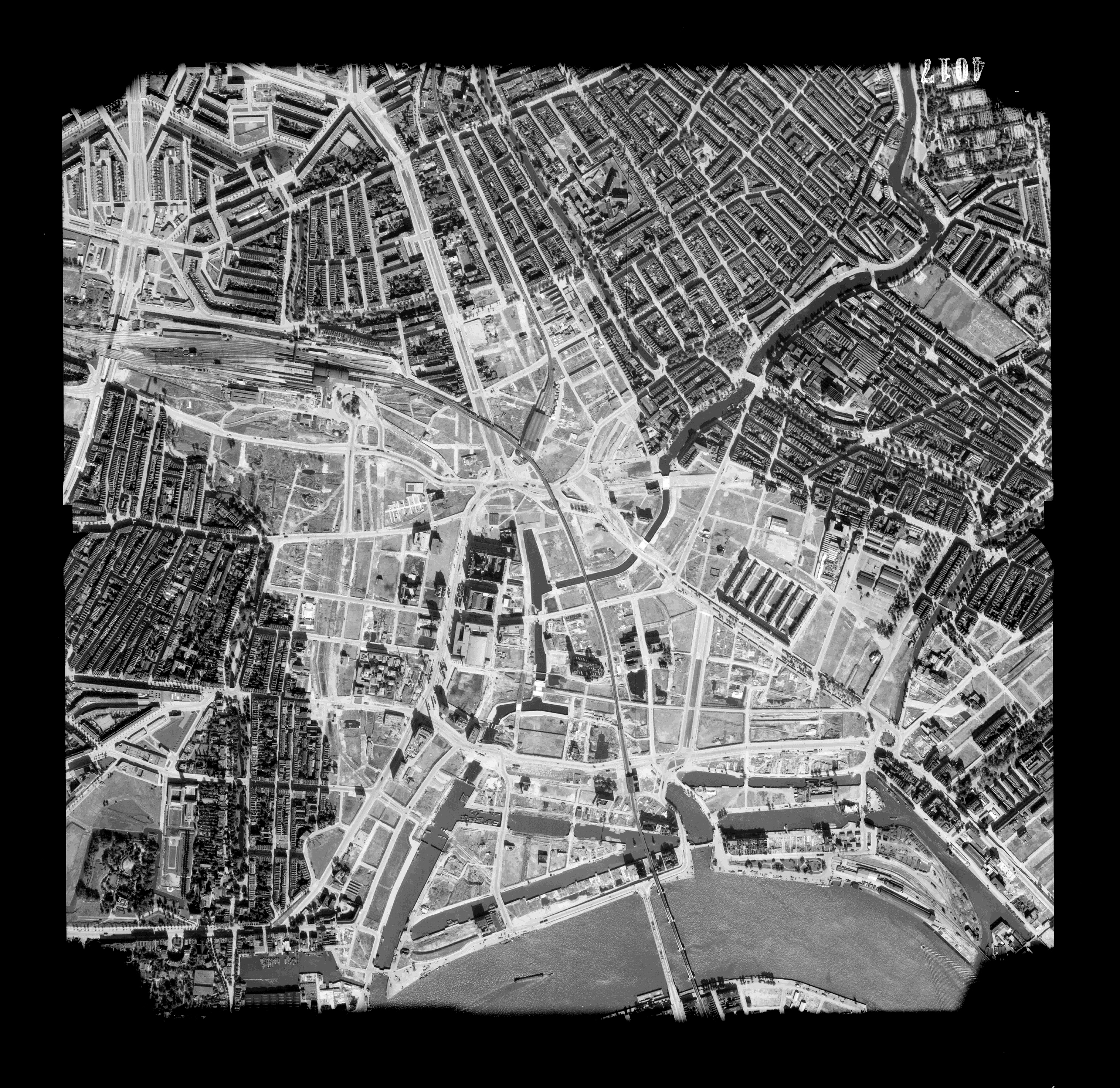
Foto aerea dell'area danneggiata di Rotterdam scattata nel settembre 1944

L'entità dei danni causati dal bombardamento e dal conseguente incendio portò alla decisione quasi immediata di demolire l'intero centro cittadino ad eccezione della chiesa di Laurenskerk, del mulino De Noord, del centro commerciale Beurs, del municipio di Rotterdam (Stadhuis van Rotterdam) e del vecchio ufficio postale centrale di Rotterdam (Hoofdpostkantoor). Nonostante il disastro, la distruzione della città venne considerata l'occasione perfetta per risolvere molti dei problemi della Rotterdam industriale prebellica, come i quartieri affollati e poveri, e per introdurre cambiamenti ammodernanti e su larga scala nel tessuto urbano, che in precedenza era stato troppo radicale nella città edificata. Sembrava che non ci fosse alcuna idea di ricostruire nostalgicamente la città vecchia, poiché sarebbe stato a scapito di un futuro più moderno. Ciò andava contro la decisione presa in altre città europee distrutte durante la guerra, come Varsavia, per le quali il governo polacco spese ingenti risorse per ricostruire edifici e quartieri storici e restaurarli al loro aspetto prebellico.
W.G. Witteveen, direttore dell'Autorità Portuale, venne incaricato di elaborare piani per la ricostruzione entro quattro giorni dal bombardamento e presentò il suo piano al consiglio comunale in meno di un mese. Il primo piano utilizzava essenzialmente la maggior parte della struttura e della planimetria della città vecchia, ma l'integrava in un nuovo piano con strade e marciapiedi allargati. Il cambiamento più grande e controverso nella planimetria fu lo spostamento della diga principale della città lungo la riva del fiume, in modo da proteggere le zone basse dell'area di Waterstad dalle inondazioni. Ciò venne accolto con critiche dal neonato Circolo Interno del Club di Rotterdam, che promuoveva l'integrazione della città con la Maas (Mosa) e sosteneva che la diga avrebbe creato una marcata separazione da essa. Un certo numero di progetti nuovi o precedentemente incompleti, come il Maastunnel e la Rotterdamsche bank, dovevano essere completati secondo il piano di Witteveen e i progetti mantennero al lavoro gli olandesi durante l'occupazione tedesca della città fino all'interruzione di tutte le costruzioni nel 1942. Il documentario di Herman van der Horst del 1952 Houen zo! presenta una visione di alcuni progetti. Nel frattempo, il successore di Witteveen Cornelius van Traa elaborò un piano di ricostruzione completamente nuovo, il Basisplan voor de Herbouw van de Binnenstad, che venne adottato nel 1946. Il piano di Van Traa era una ricostruzione molto più radicale, eliminando la vecchia planimetria e sostituendola con una raccolta di principi piuttosto che con una così rigida progettazione strutturale. Il Basisplan poneva una grande enfasi sugli ampi spazi aperti e promuoveva la speciale integrazione del fiume con la città attraverso due elementi significativi: il Maasboulevard, che reinventava la diga appena spostata come una strada alberata larga 80 metri e la Finestra sul fiume, un corridoio visivo che va dal porto al centro della città. Entrambi avevano lo scopo di mostrare il funzionamento del porto alla gente della città.
Poiché i lavori di ricostruzione iniziarono così rapidamente dopo il bombardamento, nel 1950 la città aveva nuovamente mantenuto la sua reputazione di porto di carico e scarico più veloce del mondo. Nello stesso periodo, il centro della città di Rotterdam si era spostato a nord-ovest a causa dei centri commerciali temporanei, che erano stati allestiti ai margini della città devastata, e nuovi progetti di centri commerciali come il Lijnbaan esprimevano i nuovi concetti radicali del Basisplan, attraverso strade basse e larghe affiancate da alti edifici simili a lastre. La forma urbana di Rotterdam era più americana rispetto ad altre città olandesi, sulla base dei piani statunitensi, con un'ampia collezione di elementi di grattacieli e il viale Maas e la Finestra sul fiume che funzionavano principalmente come condotti per i veicoli a motore. Negli anni successivi, l'architetto di Rotterdam Kees Christiaanse scrisse:
(Kees Christiaanse, Rotterdam.)
L'approccio su larga scala della "quantità all'ingrosso" venne utilizzato sia per ospedali che per parchi (come l'ospedale Dijkzigt ed il parco Zuider) così come per i centri commerciali, ma con molta attenzione era ancora impegnato nella creazione di passeggiate pedonali a misura d'uomo, in particolare quella della Lijnbaan, che presentava ampi passaggi soleggiati per acquirenti e spettatori e provava nuove tecniche di vendita al dettaglio come pareti di vetro aperte per fondere interno ed esterno.
Sebbene la ricostruzione urbana possa essere irta di complessità e conflitti, lo status di Rotterdam come città portuale "lavorativa" ha fatto sì che non ricevesse la stessa resistenza alla ricostruzione come avrebbero potuto centri culturali o politici (come Amsterdam o L'Aia). Tuttavia, durante la ricostruzione di Rotterdam si verificò comunque un significativo spostamento di persone dal centro della città verso quartieri appositamente costruiti come De Horsten e Hoogvliet, che sono ora abitati principalmente da famiglie a basso reddito.
Oggi il Basisplan di van Traa è stato quasi completamente sostituito con progetti più nuovi. Ad esempio, il Museo marittimo blocca la Finestra sul fiume e le Case cubiche di Piet Blom creano un'altra barriera tra la città e il fiume, dove nel Basisplan doveva esserci un collegamento tra loro. La torre Euromast, costruita nel 1960, è un tentativo correlato di creare un collegamento visivo tra la città e il porto, apparentemente una delle ultime strutture architettoniche legate al Basisplan di van Traa prima di tentativi successivi come il Boompjesboulevard nel 1991.